# Gleb Sakharov
Gleb Sakharov (ur. 10 czerwca 1988 w Taszkencie) – francuski tenisista uzbeckiego pochodzenia, który do 2009 roku reprezentował Uzbekistan.

## Kariera tenisowa
W przeciągu kariery zwyciężył w jednym singlowym turnieju rangi ITF.
W 2019 roku podczas turnieju Australian Open zadebiutował w imprezie wielkoszlemowej. Po wygraniu trzech meczów w kwalifikacjach przegrał w pierwszej rundzie turnieju głównego z Maximilianem Martererem.
W rankingu gry pojedynczej najwyżej był na 153. miejscu (8 stycznia 2018), a w klasyfikacji gry podwójnej na 313. pozycji (10 czerwca 2019).